# Diocesi di Plymouth
La diocesi di Plymouth (in latino Dioecesis Plymuthensis) è una sede della Chiesa cattolica in Inghilterra suffraganea dell'arcidiocesi di Southwark. Nel 2023 contava 69.730 battezzati su 3.894.830 abitanti. La sede è vacante.

## Territorio

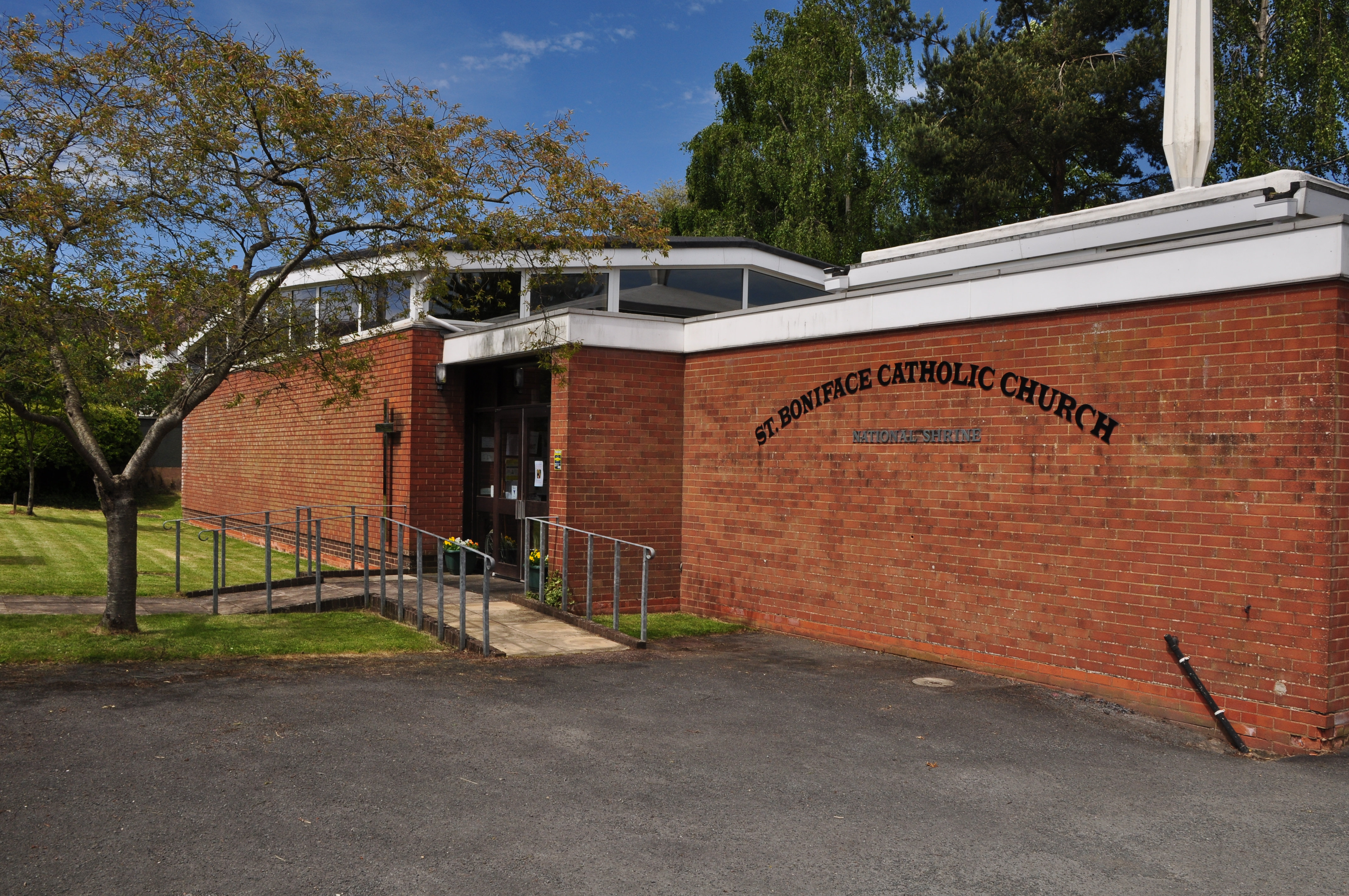
Il santuario nazionale di San Bonifacio di Crediton.

La diocesi comprende la Cornovaglia, il Devon e la maggior parte del Dorset nel sud-ovest dell'Inghilterra.
Sede vescovile è la città di Plymouth, dove si trova la cattedrale di Santa Maria e San Bonifacio. A Crediton sorge il santuario nazionale di San Bonifacio.
Il territorio è suddiviso in 49 parrocchie, raggruppate in 5 decanati: Cornwall, Dorset, Exeter, Plymouth e Torbay.

## Storia
La diocesi è stata eretta il 29 settembre 1850 con il breve Universalis Ecclesiae di papa Pio IX, ricavandone il territorio dal vicariato apostolico del Distretto occidentale, da cui contestualmente ha avuto origine anche la diocesi di Clifton.
Originariamente suffraganea dell'arcidiocesi di Westminster, il 28 ottobre 1911 entrò a far parte della provincia ecclesiastica di Birmingham. Il 28 maggio 1965 ha cambiato ancora provincia ecclesiastica ed è divenuta suffraganea dell'arcidiocesi di Southwark.

## Cronotassi dei vescovi
Si omettono i periodi di sede vacante non superiori ai 2 anni o non storicamente accertati.
- George Errington † (27 giugno 1851 - 30 marzo 1855 nominato arcivescovo coadiutore di Westminster[1])
- William Vaughan † (10 luglio 1855 - 24 ottobre 1902 deceduto)
- Charles Maurice Graham † (25 ottobre 1902 succeduto - 16 marzo 1911 dimesso[2])
- John Joseph Keily † (21 aprile 1911 - 23 settembre 1928 deceduto)
- John Patrick Barrett † (7 giugno 1929 - 2 novembre 1946 deceduto)
- Francis Joseph Grimshaw † (2 giugno 1947 - 11 maggio 1954 nominato arcivescovo di Birmingham)
- Cyril Edward Restieaux † (9 aprile 1955 - 19 novembre 1985 ritirato)
- Hugh Christopher Budd † (19 novembre 1985 - 9 novembre 2013 ritirato)
- Mark O'Toole (9 novembre 2013 - 27 aprile 2022 nominato arcivescovo di Cardiff e vescovo di Menevia)
  - Sede vacante (dal 2022)
  - Christopher Whitehead (15 dicembre 2023 - 22 marzo 2024 dimesso) (vescovo eletto)
  - Philip Moger (13 settembre 2024 - 24 febbraio 2025 dimesso) (vescovo eletto)

## Statistiche
La diocesi nel 2023 su una popolazione di 3.894.830 persone contava 69.300 battezzati, corrispondenti all'1,8% del totale.
| anno | popolazione | popolazione | popolazione | presbiteri | presbiteri | presbiteri | presbiteri                | diaconi | religiosi | religiosi | parrocchie |
| anno | battezzati  | totale      | %           | numero     | secolari   | regolari   | battezzati per presbitero | diaconi | uomini    | donne     | parrocchie |
| ---- | ----------- | ----------- | ----------- | ---------- | ---------- | ---------- | ------------------------- | ------- | --------- | --------- | ---------- |
| 1950 | ?           | ?           | ?           | 202        | 118        | 84         | ?                         |         | 84        | 1.160     | 86         |
| 1970 | 54.500      | 1.725.000   | 3,2         | 228        | 133        | 95         | 239                       |         | 108       | 914       | 87         |
| 1980 | 61.482      | 1.768.000   | 3,5         | 168        | 95         | 73         | 365                       |         | 95        | 690       | 87         |
| 1990 | 62.019      | 1.851.000   | 3,4         | 160        | 106        | 54         | 387                       | 3       | 76        | 356       | 88         |
| 1999 | 65.288      | 2.048.220   | 3,2         | 144        | 96         | 48         | 453                       | 12      | 67        | 190       | 128        |
| 2000 | 65.288      | 2.048.220   | 3,2         | 144        | 104        | 40         | 453                       | 20      | 58        | 198       | 92         |
| 2001 | 61.794      | 2.048.220   | 3,0         | 140        | 100        | 40         | 441                       | 19      | 52        | 170       | 92         |
| 2002 | 58.737      | 2.048.200   | 2,9         | 138        | 97         | 41         | 425                       | 20      | 55        | 163       | 96         |
| 2003 | 57.940      | 2.048.200   | 2,8         | 132        | 96         | 36         | 438                       | 22      | 50        | 142       | 96         |
| 2004 | 53.679      | 2.548.200   | 2,1         | 137        | 102        | 35         | 391                       | 24      | 51        | 139       | 95         |
| 2013 | 69.310      | 3.750.000   | 1,8         | 102        | 81         | 21         | 679                       | 34      | 28        | 90        | 63         |
| 2016 | 54.747      | 3.802.000   | 1,4         | 87         | 68         | 19         | 629                       | 31      | 26        | 66        | 55         |
| 2019 | 69.100      | 3.847.700   | 1,8         | 98         | 80         | 18         | 705                       | 43      | 21        | 52        | 60         |
| 2021 | 69.720      | 3.882.500   | 1,8         | 100        | 84         | 16         | 697                       | 41      | 19        | 49        | 55         |
| 2023 | 69.300      | 3.894.830   | 1,8         | 91         | 77         | 14         | 761                       | 36      | 20        | 49        | 49         |